# The Hoosiers
The Hoosiers är ett popband från Storbritannien. Bandet släppte sitt debutalbum The Trick to Life i oktober 2007.

## Historia
Irwin Sparkes och Alfonso Sharland växte upp tillsammans i utkanten av Reading i sydöstra England. Vid sexton års ålder blev de av sin kemilärare uppmanade att resa till USA, för att vidga sina vyer. Detta gjorde de, och kom hem med var sitt fotbolls-stipendium. Detta ironiskt nog, eftersom de båda säger sig vara "allergiska mot att springa". De bosatte sig sedan i London, där de kände att det var dags att skapa musik. De kände att det behövdes ett tillskott i bandet och detta blev Martin Skarendahl från Stockholm.

## Medlemmar
Nuvarande medlemmar
- Irwin Sparkes – sång, gitarr (2003 – )
- Alan Sharland – trummor (2003 – )

Tidigare medlemmar
- Tom Easey – gitarr (2003 – 2007)
- Tony Byrne – basgitarr (2003 – 2007)
- Martin Skarendahl – basgitarr, bakgrundssång (2007 – 2015)
- Sam Swallow – keyboard, bakgrundssång (2010 – 2016)

## Diskografi
Studioalbum
- The Trick to Life (2007)
- The Illusion of Safety (2010)
- Bumpy Ride (2011)
- The News from Nowhere (2014)
- The Secret Service (2015)

Singlar (topp 100 på UK Singles Chart)
- "Worried About Ray" (2007) (#5)
- "Goodbye Mr A" (2007) (#4)
- "Worst Case Scenario" (2008) (#76)
- "Cops and Robbers" (2008) (#24)
- "Choices" (2010) (#11)